# نوبة (طب)
نوبة الصرع (بالإنجليزية: Epileptic seizure أو fit)‏، هي فترة من الأعراض الناجمة عن النشاط العصبوني المفرط أو التزامني الشاذ في الدماغ. تتراوح التأثيرات الظاهرية من الحركات الاهتزازية غير الإرادية الشاملة لمعظم الجسم مع فقدان الوعي (نوبة توترية رمعية)، مرورًا بالحركات الاهتزازية المنحصرة في جزء واحد من الجسم مع مستويات مختلفة من الوعي (نوبة بؤرية) ووصولًا إلى الفقدان اللحظي الدقيق للوعي (نوبة صرعية مصحوبة بغيبة). لا تزيد مدة هذه النوبات في غالبية الأحيان عن دقيقتين، ويتطلب المصاب بعض الوقت للعودة إلى الحالة الطبيعية. قد يفقد المصاب أيضًا القدرة على التحكم في المثانة.
قد تحدث النوبات نتيجة محرض ما أو دون تحريض. تنجم النوبات المحرضة عن حدث مؤقت مثل نقص سكر الدم، أو الانسحاب الكحولي، أو تعاطي الكحول المترافق مع الأدوية الموصوفة، أو نقص صوديوم الدم، أو الحمى، أو التهاب الدماغ أو ارتجاج الدماغ. تحدث النوبات غير المحرضة دون وجود سبب معروف أو ثابت إذ من المرجح حدوث نوبات مستمرة. قد تتفاقم النوبات غير المحرضة نتيجة التوتر أو الحرمان من النوم. يصف الصرع المرض الدماغي المترافق مع نوبة غير محرضة واحدة على الأقل مع وجود خطر مرتفع للإصابة بنوبات إضافية في المستقبل. تشمل الحالات التي تتشابه مع النوبات الصرعية لكنها لا تُعتبر منها: الإغماء، والنوبات النفسية غير الصرعية والرعاش.
تُعتبر النوبة المستمرة بعد مرور فترة وجيزة حالة طوارئ طبية. يجب التعامل مع أي نوبة مستمرة لفترة أطول من 5 دقائق كحالة صرعية. لا تطلب النوبة الأولى عمومًا علاجات طويلة الأمد باستخدام الأدوية المضادة للنوبات إلا عند وجود مشكلة معينة في تخطيط كهربية الدماغ (إي إي جي) أو تصوير الدماغ. نموذجيًا، يمكن متابعة مريض النوبة الواحدة كمريض خارجي بشكل آمن. قد تبدو نوبة ما على أنها النوبة الأولى لدى الكثيرين على الرغم من حدوث نوبات طفيفة في السابق.
تصل نسبة الأشخاص المصابين بنوبة صرعية واحدة على الأقل إلى 10%. تحدث النوبات المحرضة لدى ما يقارب 3.5 لكل 10,000 شخص سنويًا، بينما تحدث النوبات غير المحرضة لدى ما يقارب 4.2 لكل 10,000 شخص سنويًا. تصل نسبة الإصابة بنوبة أخرى بعد النوبة الأولى إلى 50%. يصيب الصرع 1% تقريبًا من سكان العالم في أي وقت مع إصابة 4% من سكان العالم في مرحلة ما من الزمن. تتطلب العديد من الأماكن من المصابين التوقف عن القيادة حتى مرور فترة معينة من الزمن دون اختبار أي نوبة.

## العلامات والأعراض
تختلف علامات النوبة وأعراضها بالاعتماد على نوعها. يُوصف النوع الأكثر شيوعًا ونمطية للنوبات بالنوع الاختلاجي (60%)، الذي يُطلق عليه عادة اسم النوبة التوترية الرمعية. يبدأ ثلثا هذه النوبات كنوبات بؤرية لتتطور إلى نوبات توترية رمعية. يمثل 40% من النوبات المتبقية نوبات غير اختلاجية، مثل النوبة الصرعية المصحوبة بالغيبة. يُطلق على النوبة التي تظهر في تصوير «إي إي جي» مع عدم وجود أي أعراض اسم النوبة دون السريرية.

### النوبات البؤرية
غالبًا ما تبدأ النوبات البؤرية باختبار المصاب لتجارب معينة، إذ تُعرف هذه التجارب باسم الأورة. قد يشمل ذلك كلًا من الظواهر الحسية (بما في ذلك البصرية، والسمعية وإلخ)، أو المعرفية، أو المستقلية، أو الشمية أو الحركية.
قد يظهر المريض مرتبكًا أو مذهولًا أثناء النوبة الجزئية المركبة وقد يفشل في الإجابة على الأسئلة أو الاتجاهات.
قد يبدأ نشاط النفضات في مجموعة عضلية معينة لينتشر منها إلى المجموعات العضلية المحيطة – ما يُعرف باسم مسيرة جاكسونيان. يمكن حدوث بعض الأنشطة غير المعتادة الناشئة بشكل غير واع. تُعرف مثل هذه الأنشطة باسم السلوكيات التلقائية التي تشمل نشاطات بسيطة مثل صفع الشفاه أو نشاطات معقدة أكثر مثل محاولة التقاط شيء ما.

### النوبات المعممة
يوجد ستة أنواع رئيسية للنوبات المعممة: نوبات توترية رمعية، وتوترية، ورمعية، ورمعية عضلية، ومصحوبة بغيبة وونائية. تشمل جميع هذه الأنواع فقدان الوعي وتحدث نموذجيًا دون إنذار سابق.
- تتظاهر النوبات التوترية الرمعية بتقلصات في الأطراف متبوعة بتمديدها، إلى جانب تقويس الظهر لمدة متراوحة بين 10-30 ثانية. يمكن سماع صرخة ناجمة عن تقلص عضلات الصدر.[17] تبدأ الأطراف بعد ذلك في الاهتزاز بشكل منسجم.[17] قد يستغرق المصاب مدة 10-30 دقيقة للعودة إلى الوضع الطبيعي بعد توقف الاهتزاز.[17]
- تسبب النوبات التوترية تقلصات مستمرة في العضلات. قد يتحول لون الشخص إلى الأزرق في حال تدهور التنفس.[17]
- تشمل النوبات الرمعية اهتزاز العضلات بشكل منسجم.[17]
- تشمل النوبات الرمعية العضلية تشنجات عضلية منحصرة في مناطق قليلة من الجسم أو معممة في كامل أنحاء الجسم.[17]
- قد تكون النوبات المصحوبة بغيبة غير ملحوظة، مع دوران طفيف في الرأس أو رمش العينين.[14] لا يتعرض المصاب غالبًا للسقوط ويمكنه العودة إلى وضعه الطبيعي مباشرة بعد انتهاء النوبة، على الرغم من إمكانية اختباره فترة من التوهان التالي للنوبة.[14]
- تشمل النوبات الونائية فقدان النشاط العضلي لمدة أطول من ثانية واحدة.[15] يحدث هذا نموذجيًا بشكل ثنائي الجانب (أي في كلا جانبي الجسم).[15]

### المدة الزمنية
قد تستمر النوبة لمدة متراوحة بين ثوان قليلة وأكثر من خمس دقائق، إذ تُعرف عند وصولها إلى هذه المرحلة باسم الحالة الصرعية. تستغرق معظم النوبات التوترية الرمعية فترة أقل من دقيقتين إلى ثلاث دقائق. غالبًا ما تستمر النوبات المصحوبة بغيبة لمدة 10 ثوانٍ تقريبًا.

### الفترة التالية للنشبة
بعد انتهاء الجزء النشط من النوبة، يختبر المصاب نموذجيًا فترة من الارتباك، التي تُسمى الفترة التالية للنشبة، قبل استعادة المستوى الطبيعي للوعي. تستمر هذه الفترة 3-15 دقيقة، إلا أنها قد تستمر في بعض الحالات لساعات. تشمل الأعراض الشائعة الأخرى: الشعور بالتعب، والصداع، وصعوبة الكلام والسلوك غير الطبيعي. يُعتبر حدوث الذهان بعد النوبة أمرًا شائعًا نسبيًا، إذ يحدث لدى 6-10% من المصابين. غالبًا ما ينسى المصابون ما حدث خلال هذه الفترة.

## الأسباب
تحدث النوبات جراء أسباب عديدة. يعاني 25% من مرضى النوبات من الصرع. يرتبط عدد من الحالات غير الصرعية مع تطور النوبات بما في ذلك: معظم النوبات الحموية وتلك الناتجة عن الإنتان الحاد، أو السكتة القلبية أو السمية. تُعرف هذه النوبات باسم النوبات «العرضية الحادة» أو «المحرضة» وتشكل جزءًا من الاضطرابات المرتبطة بالنوبات. يبقى سبب الكثير من النوبات مجهولًا.
تختلف أسباب النوبات الشائعة باختلاف الفئات العمرية.
- تحدث النوبات لدى الرضع بكل شائع نتيجة اعتلال الدماغ الإقفاري بنقص التأكسج، وإنتانات الجهاز العصبي المركزي (سي إن إس)، والصدمات، وشذوذات الجهاز العصبي المركزي المعرفية والاضطرابات الأيضية.
- تمثل النوبات الحموية السبب الأكثر شيوعًا للنوبات لدى الأطفال، إذ تحدث لدى ما يقارب 2-5% من الأطفال الذين تتراوح أعمارهم بين ستة أشهر وخمس سنوات.[24]
- خلال الطفولة، يمكن ملاحظة المتلازمة الصرعية المحددة بدقة بشكل عام.
- في مرحلتي المراهقة والبلوغ المبكرة، تشمل عوامل الخطر المحرضة لحدوث النوبات كلًا من الفشل في التقيد بالنظام الدوائي والحرمان من النوم.
- تُعد فترات الحمل والمخاض والولادة وفترة ما بعد الولادة فترات عالية الخطر، وخاصة مع وجود مضاعفات مثل ما قبل الإرجاج.
- خلال مرحلة البلوغ، تشمل الأسباب المحتملة كلًا من تعاطي الكحول، والسكتة الدماغية، والصدمات، وإنتانات الجهاز العصبي المركزي وأورام الدماغ.[25]
- لدى البالغين المسنين، تُعتبر الأمراض الدماغية الوعائية إحدى الأسباب الأكثر شيوعًا. تشمل الأسباب الأخرى أورام الجهاز العصبي المركزي، وصدمات الرأس وغيرها من الأمراض التنكسية الشائعة لدى الفئات العمرية الأكبر، مثل الخرف.[26]

### الأيضية
قد يحرض التجفاف الشديد حدوث النوبات. قد يسبب عدد من الاضطرابات المختلفة حدوث النوبات بما في ذلك: نقص سكر الدم، ونقص صوديوم الدم، وحالة فرط الأسمولية مع فرط سكر الدم، وفرط صوديوم الدم، ونقص كالسيوم الدم ومستويات تبلون الدم المرتفعة. قد تنتج النوبات أيضًا عن الاعتلال الدماغي الكبدي والاضطراب الوراثي البرفيريا.

### البنيوية
- الورم الوعائي الكهفي أو الورم الكهفي هو حالة طبية قابلة للعلاج ومسببة للنوبات، والصداع والنزف الدماغي.
- التشوه الشرياني الوريدي (إيه في إم) هو حالة طبية قابلة للعلاج ومسببة للنوبات، والصداع والنزف الدماغي.
- الآفات التي تحتل مساحة في الدماغ (الخراجات والأورام). يعتمد تكرار الصرع لدى الأشخاص المصابين بأورام الدماغ على موقع الورم في المنطقة القشرية.[28]

### الأدوية
تسبب الأدوية والجرعات الزائدة على حد سواء النوبات، إلى جانب بعض الأدوية المعينة والأعراض الانسحابية. تشمل الأدوية الشائعة: مضادات الاكتئاب، ومضادات الذهان، والكوكايين، والإنسولين، والمخدر الموضعي الليدوكائين. تحدث صعوبات في النوبات الانسحابية بشكل شائع بعد تعاطي الكحول أو المهدئات المطول، إذ تُعرف هذه الحالة باسم الهذيان الارتعاشي.

### الإنتانات
- تُعد الإصابة بالشريطية الوحيدة، التي تسبب داء الكيسات المذنبة العصبي، سبب ما يصل إلى نصف حالات الصرع في مناطق العالم التي ينتشر فيها الطفيلي.[29]
- الإنتانات الطفيلية مثل الملاريا المخية. في نيجيريا، يشكل هذه أحد أكثر أسباب النوبات شيوعًا بين الأطفال دون سن الخامسة.[30]
- الالتهاب، مثل التهاب الدماغ أو التهاب السحايا.[31]

### التوتر
يمكن للتوتر تحريض النوبات لدى الأشخاص المصابين بالصرع، بالإضافة إلى اعتباره عامل خطر لتطوير الصرع. تساهم الشدة والمدة الزمنية والوقت الذي يحدث فيه التوتر خلال التطور في قابلية تطور الصرع وتكراريته. يُعتبر التوتر أحد أكثر محرضات الصرع المبلغ عنها ذاتيًا لدى مرضى الصرع.
يؤدي التعرض إلى التوتر إلى تحرير الهرمونات التي تتوسط تأثيره في الدماغ. تعمل هذه الهرمونات على كل من المشابك العصبية التحفيزية والتثبيطية، ما يسبب فرط استثارية في عصبونات الدماغ. يُعد الحصين بدوره منطقة عالية الحساسية للتوتر وعرضة للنوبات. تتفاعل العوامل المتوسطة للتوتر في هذه المنطقة مع المستقبلات المستهدفة لإنتاج التأثيرات.

### أسباب أخرى
قد تحدث النوبات نتيجة ارتفاع ضغط الدم، إذ يُعرف هذا باسم الاعتلال الدماغي بارتفاع ضغط الدم، أو نتيجة الحمل عند حدوث الإرجاج بالترافق مع النوبات أو انخفاض مستوى الوعي. تمثل حرارة الجسم شديدة الارتفاع بدورها إحدى الأسباب المحتملة. يتطلب ذلك نموذجيًا حرارة أكبر من 42 °C (107.6 °F).
- قد تسبب الإصابة الرضية للرأس بنوبات تالية للرض غير صرعية أو صرع تال للرض.
- يعاني 3.5-5.5% تقريبًا من مرضى الداء البطني من النوبات.[35]
- قد تنذر النوبات لدى مرضى التحويلة بالفشل.
- تتظاهر السكتة الدماغية النزفية في بعض الحالات مع نوبات، بينما لا تترافق السكتة الدماغية الناجمة عن الانسداد الوعائي عمومًا مع النوبات (على الرغم من عدم اعتبار الصرع من المضاعفات اللاحقة الشائعة)؛ يُعتبر خثار الجيب الوريدي المخي، نوع نادر للسكتة الدماغية، أحد أكثر أنواع السكتة الدماغية ترافقًا مع النوبات مقارنة بالأنواع الأخرى.
- قد يسبب التصلب المتعدد أيضًا النوبات.
- تعمل المعالجة بالتخليج الكهربائي (إي سي تي) على التحفيز المتعمد للنوبات من أجل علاج اضطراب الاكتئاب الشديد.
- يمكن تحريض النوبات الانعكاسية من خلال منبه أو محرض معين (منبه خارجي أو داخلي).